# Angel Eyes (Home and Away)
Angel Eyes (Home and Away) – trzeci singiel z debiutanckiego albumu Popped In Souled Out brytyjskiej grupy muzycznej Wet Wet Wet, wydany 30 listopada 1987 roku.
Utwór nagrany w stylu soft rock, osiągnął piąte miejsce na liście przebojów UK Singles Chart w Wielkiej Brytanii w 1987 roku. Pierwotna wersja piosenki – Home and Away – znalazła się w wydanej w 1986 roku składance dwóch kaset Honey at the Core. Słowa w refrenie piosenki odwołują się do dwóch kompozycji autorstwa Hal Davida i Burta Bacharacha, powstałych w latach 60. XX wieku: Walk On By i The Look of Love.
Wokalista zespołu Wet Wet Wet, Marti Pellow, nagrał w 2002 roku swoją własną wersję piosenki, umieszczając utwór na albumie Marti Pellow Sings the Hits of Wet Wet Wet & Smile.

## Lista utworów
CD:

1. Angel Eyes (Home and Away) (wersja pełna, 5:16)

2. We Can Love

3. Angel Eyes (Home and Away) (wersja demonstracyjna)

4. Angel Eyes (Home and Away) (wersja 7")
Kaseta magnetofonowa:

1. Angel Eyes (Home and Away)

2. We Can Love

3. Home & Away

4. Angel Eyes (wersja rozszerzona)
7":

1. Angel Eyes (Home and Away)

2. We Can Love
12":

1. Angel Eyes (Home and Away)

2. We Can Love

3. Home & Away

## Pozycje na listach przebojów

### Listy cotygodniowe
| Państwo/Region    | Lista przebojów                  | Pozycja |
| ----------------- | -------------------------------- | ------- |
| Irlandia          | Irish Singles Chart (1987)       | 9       |
| Wielka Brytania   | UK Singles Chart (1987)          | 5       |
| Francja           | French SNEP Singles Chart (1988) | 20      |
| Nowa Zelandia     | New Zealand Singles Chart (1988) | 4       |
| Holandia          | Top 40 Singles (1988)            | 3       |
| Szwecja           | Swedish Singles Chart (1988)     | 17      |
| Południowa Afryka | South African Top 40 (1988)      | 13      |

### Listy całoroczne (1988)
| Państwo/Region | Pozycja |
| -------------- | ------- |
| Holandia       | 15      |